# Oraesia glaucocheila
Oraesia glaucocheila là một loài bướm đêm trong họ Noctuidae.